# Karabin Fusil Modelo 1912
Fusil Modelo 1912 (w literaturze nazywany także karabinem meksykańskim lub chilijskim) – karabin powtarzalny z okresu przed I wojną światową, produkowany przez firmę Österreichische Waffenfabriks-Gesellschaft. Konstrukcyjnie oparty na niemieckim karabinie Gewehr 98.
Karabin Fusil Modelo 1912 konstrukcyjnie pochodził w prostej linii od karabinu Gewehr 98. Odróżniało go jednak od niemieckiej broni kilka szczegółów. Fusil Modelo 1912 zasilany był inną amunicją i miał inny kaliber. Zastosowano inny rodzaj celownika, a nakładka na lufę zaczynała się od walca komory ryglowej. Karabin meksykański różnił się także konstrukcją donośnika. Po wystrzeleniu ostatniego naboju i wyrzuceniu łuski powodował on, że zamek pozostawał w tylnym położeniu. Ponadto przystosowany był do innego typu bagnetów, co skutkowało inną długością wodzidła bagnetu w stosunku do karabinu Gewehr 98. Karabiny Fusil Modelo 1912 wyróżniały się też bardzo dobrym wykonaniem i znakomitymi właściwościami balistycznymi.
Głównym odbiorcą karabinów Fusil Modelo 1912 miał być Meksyk, który zamówił około 70 000 egzemplarzy. Ponadto mniejsze kontrakty podpisano z Chile (37 500 karabinów i 5600 karabinków) oraz Kolumbią (5000 karabinów). Jednakże wybuch I wojny światowej zastopował dostawy, skutkiem czego ostatecznie do odbiorców trafiły niewielkie ilości zamówionej broni. Najwięcej zamówionych karabinów otrzymało Chile. Ostatecznie wskutek wojennego embarga znaczne ilości tej broni pozostały w Austro-Węgrzech, uznano ją tam za broń nietypową. Przyjęto je na wyposażenie wojsk austro-węgierskich pod oznaczeniem 7 mm Infanterierepetiergewehr M1914. W karabiny Fusil Modelo 1912 uzbrojone były głównie oddziały drugoliniowe oraz formacje pomocnicze.
Po zakończeniu I wojny światowej jednym z użytkowników karabinów Fusil Modelo 1912 stała się także Polska. Ich liczba była jednak niewielka i w zestawieniach zbiorczych obok starszych konstrukcji wykazywano je jako karabiny różne.
W latach 20. XX wieku dużą liczbę karabinów Fusil Modelo 1912 dostarczono z Austrii do Królestwa Serbów, Chorwatów i Słoweńców. Tam poddano je modernizacji polegającej na ich skróceniu i dostosowaniu do amunicji 7,92 × 57 mm Mauser. Tam zmodernizowane karabiny przyjęto na uzbrojenie pod oznaczeniem Model 1924 w.